# 恵み野病院
恵み野病院（めぐみのびょういん）は、北海道恵庭市にある病院。

## 沿革
初代理事長・院長の近藤博は、開業するに当たり札幌周辺において救急医療体制のやや遅れている地域を検討してあいの里（札幌市北区）と恵み野を候補地としたが、恵庭新都市開発公社の木村義弘社長（当時）の熱意に打たれて恵庭ニュータウン恵み野での病院開設を決めた。

### 年表
- 1986年（昭和61年）：「恵み野病院」開院[3]。
- 1988年（昭和63年）：透析センター完成[3]。
- 1990年（平成02年）：医療法人認可[3]。恵庭公園通クリニックと提携し、透析センター移設[3]。
- 1991年（平成03年）：事務管理棟完成[3]。
- 1994年（平成06年）：恵庭公園通クリニックを医療法人北晨会に合併[3]。
- 1996年（平成08年）：ナースステーション拡張工事完成[3]。
- 2000年（平成12年）：恵庭公園通クリニックが「恵み野病院附属恵庭クリニック」と改称[3]。
- 2002年（平成14年）：新病棟完成[3]。
- 2009年（平成21年）：内視鏡センター拡張工事完了[3]。恵み野病院附属恵庭クリニック新築移転[3]。
- 2010年（平成22年）：糖尿病・生活習慣病センター開設[3]。
- 2011年（平成23年）：心血管病治療センター開設[3]。

### 移転計画
JR恵み野駅前ではイトーヨーカドー恵庭店が2019年に閉店し、建物の解体工事が2022年4月から行われており、その跡地に2025年夏に恵み野病院が新築移転して開業する予定である。

## 機関指定
| 保険医療機関指定                  | 臨床研修指定病院                 |
| 労災保険病院指定                  | 生活保護法指定                   |
| 救急指定病院                      | 指定小児慢性特定疾病医療機関指定 |
| 結核予防法指定                    | 原爆医療指定                     |
| 特定疾患治療研究指定              | 小児慢性疾患指定                 |
| 更生医療指定                      | 指定難病医療機関指定             |
| DPC（診断群分類包括評価）対象病院 |                                  |

## 診療科等
診療科
- 総合内科
- 循環器内科
- 糖尿病内科
- 消化器内科
- 小児科
- 皮膚科
- 外科
- 整形外科
- 脳神経外科
- 泌尿器科
- 心臓血管外科
- 形成外科
- 麻酔科
- 放射線科

センター
- 糖尿病・生活習慣病センター
- 内視鏡センター
- 血液透析センター

部門
- 看護部
- 薬局
- 臨床工学科
- 検査科
- 放射線科
- リハビリテーション科
- 栄養科
- 地域医療連携室
- 感染防止対策室
- 安全管理室

## 施設認定
| 日本糖尿病学会認定教育施設                              | 日本脳神経外科学会専門医認定制度研修プログラム参加施設 |
| 日本栄養療法推進協議会NST（栄養サポートチーム）稼動施設 | 日本透析医学会専門医制度教育関連施設                   |
| 日本病理学会研修登録施設                                | 日本循環器学会循環器専門医研修施設                     |
| 日本心血管インターベンション治療学会研修関連施設        | 日本泌尿器科学会専門医基幹教育施設                     |
| 日本内科学会認定医制度教育関連病院                      | 日本消化器内視鏡学会指導施設                           |
| 日本消化器病学会専門医制度認定施設                      | 日本外科学会外科専門医制度関連施設                     |
| 日本肝臓学会専門医制度関連施設                          | 日本麻酔科学会麻酔科認定病院                           |

## アクセス・駐車場
- えにわコミュニティバス「恵み野病院前」バス停下車
- 北海道旅客鉄道（JR北海道）恵み野駅から徒歩約5分
- 新千歳空港から車で約20分
- 札幌市中心部から車で約40分
- 駐車場：160台

## 関連施設
- 恵み野病院附属恵庭クリニック
- 介護老人保健施設 恵み野ケアサポート
- 恵み野居宅介護支援事業所
- 恵み野デイサービス
- 訪問看護ステーション「はあと」
- ヘルパーステーション恵み野「あい」
- サービス付き高齢者向け住宅「シャロームめぐみの」
- 恵庭市中島・恵み野地域包括支援センター